# Рада з фінансової стабільності
Рада з фінансової стабільності — міжвідомчий орган, створений Президентом України Петром Порошенком 24 березня 2015 року.
Метою Ради є забезпечення своєчасного виявлення і мінімізації ризиків, що загрожують стабільності банківської та фінансової системи держави.
Створення Ради було передбачене Законом України «Про заходи, спрямовані на сприяння капіталізації та реструктуризації банків» від 28 грудня 2014 року, який уніс до законодавства таку норму:
| Наявність ознак нестійкого фінансового стану банківської системи, а також обставин, що загрожують стабільності банківської та/або фінансової системи країни, підтверджується відповідним рішенням Ради з фінансової стабільності, повноваження якої визначаються указом Президента України[1]. |
Рада утворена і положення про неї затверджене Указом Президента України від 24 березня 2015 року (із змінами).

## Завдання
Основними завданнями Ради є:
1) обмін інформацією та своєчасне виявлення поточних та потенційних зовнішніх і внутрішніх загроз та системних ризиків для забезпечення фінансової стабільності й мінімізації їх негативного впливу на фінансову систему держави;
2) узгодження упереджувальних заходів та заходів швидкого реагування (антикризовий менеджмент) за наявності ознак нестійкого фінансового стану банківської системи, а також обставин, які загрожують стабільності банківської та/або фінансової системи держави.

## Склад Ради
Рада утворюється у складі:
1. Голови Національного банку України (за згодою);
2. Міністра фінансів України;
3. Голови Національної комісії з цінних паперів та фондового ринку;
4. директора − розпорядника Фонду гарантування вкладів фізичних осіб;
5. двох заступників Голови Національного банку України, визначених Головою Національного банку України;
6. Заступника Міністра фінансів України, визначеного Міністром фінансів України;
7. Заступника Керівника Офісу Президента України, до відання якого віднесено питання економічної політики.

Співголовами Ради є за посадами Голова Національного банку України та Міністр фінансів України.
Члени Ради беруть участь у її роботі на громадських засадах.

## Повноваження
Рада відповідно до покладених на неї завдань:
- виявляє, аналізує, здійснює оцінку та моніторинг поточних та потенційних зовнішніх і внутрішніх загроз та системних ризиків для фінансової системи держави з метою виявлення ознак нестійкого фінансового стану банківської системи, а також обставин, які загрожують стабільності банківської та/або фінансової системи держави;
- здійснює підготовку рекомендацій щодо мінімізації системних ризиків, які загрожують стабільності банківської та/або фінансової системи держави;
- підтверджує наявність ознак нестійкого фінансового стану банківської системи, а також обставин, які загрожують стабільності банківської та/або фінансової системи держави, що надає право Національному банку України визначати тимчасові особливості регулювання та нагляду за банками або іншими особами, які можуть бути об'єктом перевірки Національного банку України;
- розробляє ефективні механізми співробітництва та координації дій із забезпечення фінансової стабільності держави, в тому числі щодо вдосконалення законодавчого регулювання у цій сфері;
- виконує деякі інші повноваження.

Рішення Ради носять рекомендаційний характер.
Рішення Ради про підтвердження наявності ознак нестійкого фінансового стану банківської системи, а також обставин, які загрожують стабільності банківської та/або фінансової системи держави, є підставою для використання Національним банком України права визначати тимчасові особливості регулювання та нагляду за банками або іншими особами, які можуть бути об'єктом перевірки Національного банку України.
Засідання Ради проводяться в міру потреби, але не рідше одного разу на квартал. Протягом першого року існування Рада провела 6 засідань.
Засідання Ради скликаються Головою Національного банку України або Міністром фінансів України з урахуванням пропозицій членів Ради.
Засідання Ради є правомочним, якщо на ньому присутні не менше ніж шість членів Ради, в тому числі не менше ніж по одному представникові від Національного банку України та Міністерства фінансів України.